# Кальниболотська сільська рада
| Кальниболотська сільська рада — колишній орган місцевого самоврядування у Новоархангельському районі Кіровоградської області з адміністративним центром у с. Кальниболота. Сільській раді були підпорядковані населені пункти: - с. Кальниболота - с. Жеванівка - с. Калинівка - с. Кіндратівка - с. Низове - с. Приют |

## Склад ради
Рада складалася з 16 депутатів та голови.

### Керівний склад ради
| ПІБ                             | Основні відомості                                                                             | Дата обрання | Дата звільнення |
| ------------------------------- | --------------------------------------------------------------------------------------------- | ------------ | --------------- |
| Михалевський Василь Арсенійович | Сільський голова, 1963 року народження, освіта, член Всеукраїнського об'єднання 'Батьківщина' | 26.03.2006   | 31.10.2010      |
| Михалевський Василь Арсенійович | Сільський голова, 1963 року народження, освіта вища, безпартійний                             | 31.10.2010   |                 |

Примітка: таблиця складена за даними джерела

## Населення
Згідно з переписом УРСР 1989 року чисельність наявного населення сільської ради становила 1928 осіб, з яких 824 чоловіки та 1104 жінки.
За переписом населення України 2001 року в сільській раді мешкало 1767 осіб.

### Мова
Розподіл населення за рідною мовою за даними перепису 2001 року:
| Мова       | Відсоток |
| ---------- | -------- |
| українська | 97,57 %  |
| російська  | 1,70 %   |
| вірменська | 0,51 %   |
| інші       | 0,22 %   |